# Smaragdion
Smaragdion is een kevergeslacht uit de familie van de boktorren (Cerambycidae). De wetenschappelijke naam van het geslacht werd voor het eerst geldig gepubliceerd in 1968 door Martins.

## Soorten
Smaragdion is monotypisch en omvat slechts de volgende soort:
- Smaragdion viride Martins, 1968